# واين جونسون (عداء مسافات طويلة)
واين جونسون (بالإنجليزية: Wayne Johnson)‏ هو عداء مسافات طويلة أمريكي، ولد في 15 سبتمبر 1902، وتوفي في 1 أكتوبر 1982.

## وصلات خارجية
- واين جونسون على موقع أوليمبيديا (الإنجليزية)